# قائمة مؤلفات أبي حامد الغزالي
صنّف أبو حامد الغزالي الطوسي (المتوفى 505 هـ) الكثير من الكتب والرسائل، حتى قال صاحب الأعلام: «أن له نحو من مائتي مصنف».
وفي هذه الصفحة قائمتان لأسماء الكتب والرسائل المنسوبة إلى الغزالي، الأولى من كتاب «مؤلفات الغزالي» لعبد الرحمن البدوي والثانية إعداد من الباحثين جميل صليبا وكامل عيّاد.
للمزيد عن تاريخ البحث في مؤلفات الغزالي، انظر مؤلفات أبي حامد الغزالي.

## قائمة البدوي
هذه لائحة للكتب المنسوبة إلى الغزالي استنادا على كتاب «مؤلفات الغزالي» لعبد الرحمن بدوي، الطبعة الثانية 1397 هـ / 1977 م، الكويت: وكالة المطبوعات، مع الترقيم الذي ورد في الكتاب.

### كتب مقطوع بصحة نسبتها إلى الغزالي
من 1 - 72: كتب مقطوع بصحة نسبتها إلى الغزالي. (بدوي ص 1 - 238):
| 1 - التعليقة في فروع المذهب 2 - المنخول في الأصول 3 - البسيط في الفروع 4 - الوسيط 5 - الوجيز 6 - خلاصة المختصر ونقاوة المعتصر 7 - المنتحل في علم الجدل 8 - مآخذ الخلاف 9 - لباب النظر 10 - تحصين المآخذ (في علم الخلاف) 11 - كتاب المبادي والغايات 12 - كتاب شفاء الغليل في القياس والتعليل 13 - فتاوى الغزالي 14 - فتوى 15 - غاية الغور في دراية الدور 16 - مقاصد الفلاسفة 17 - تهافت الفلاسفة 18 - معيار العلم في فن المنطق | 19 - معيار العقول 20 - محك النظر في المنطق 21 - ميزان العمل 22 - كتاب المستظهري في الرد على الباطنية 23 - كتاب حجة الحق 24 - قواصم الباطنية 25 - الاقتصاد في الاعتقاد 26 - الرسالة القدسية في قواعد العقائد 27 - المعارف العقلية ولباب الحكمة الإلهية 28 - إحياء علوم الدين 29 - كتاب في مسئلة كل مجتهد مصيب 30 - جواب الغزالي عن دعوة مؤيد الملك له 31 - جواب مفصل الخلاف 32 - جواب المسائل الأربع التي سألها الباطنية بهمدان 33 - المقصد الأسنى شرح أسماء الله الحسنى 34 - رسالة في رجوع أسماء الله تعالى إلى ذات واحدة | 35 - بداية الهداية 36 - كتاب الوجيز في الفقه 37 - جواهر القرآن 38 - كتاب الأربعين في أصول الدين 39 - كتاب المضنون به على غير أهله 40 - المضنون به على أهله 41 - كتاب الدرج المرقوم بالجداول 42 - القسطاس المستقيم 43 - فيصل التفرقة بين الإسلام والزندقة 44 - القانون الكلي في التأويل 45 - كيمياى سعادت (فارسي) 46 - أيها الولد 47 - نصيحة الملوك 48 - زاد آخرت (فارسي) 49 - رسالة إلى أبي الفتح أحمد بن سلامة الدممي بالموصل 50 - الرسالة اللدنية 51 - رسالة إلى بعض أهل عصره 52 - مشكاة الأنوار 53 - تفسير ياقوت التأويل 54 - الكشف والتبيين في غرور الخلق أجمعين | 55 - تلبيس إبليس=تدليس إبليس 56 - المنقذ من الضلال والمفصح عن الأحوال 57 - كتب في السحر والخواص والكيمياء 58 - غور الدور في المسئلة السريجية 59 - تهذيب الأصول 60 - كتاب حقيقة القولين 61 - كتاب أساس القياس 62 - كتاب حقيقة القرآن 63 - المستصفى من علم الأصول 64 - الإملاء على مشكل «الإحياء» 65 - الاستدراج 66 - الدرة الفاخرة في كشف علوم الآخرة 68 - أسرار معاملات الدين 69 - جواب مسائل سئل عنها في نصوص أشكلت على السائل 70 - رسالة الأقطاب 71 - إلجام العوام عن علم الكلام 72 - منهاج العابدين |

### كتب يدور الشك في صحة نسبتها للغزالي
من 73 - 95: كتب يدور الشك في صحة نسبتها للغزالي. (بدوي ص 239 - 276):
| 73 - القواعد العشرة 74 - الأدب في الدين 75 - رسالة الطير 76 - معارج القدس في مدارج معرفة النفس 77 - منهاج العارفين 78 - الرد على الباطنية | 79 - جامع الحقائق بتجريد العلائق 80 - معراج السلوك (أو معراج السالكين أو معارج السالكين) 81 - الحكمة في مخلوقات الله 82 - مقامات العلماء بين يدي الخلفاء والأمراء 83 - الرد الجميل على صريح الإنجيل | 84 - فاتحة العلوم 85 - كنز القوم وسر المكتوم 86 - رسالة في النفس 87 - فضائل القرآن 88 - رسالة في المعرفة 89 - رسالة في بيان معرفة الله 90 - الرسالة اللدنية | 91 - سر العالمين وكشف ما في الدارين 92 - غاية الوصول في الأصول 93 - لباب الإحياء، مختصر الإحياء، رسالة في الموعظة 94 - مختصر الإحياء 95 - كيمياء السعادة (النص العربي) |

### كتب من المرجح أنها ليست للغزالي
من 96 - 127: كتب من المرجح أنها ليست للغزالي، معظمها في السحر والطلسمات والعلوم المستورة. (بدوي 277 - 302):
| 96 - التأويلات 97 - رسالة في تعليم الأولاد 98 - كتاب المواعظ في الأحاديث القدسية 99 - رسالة الغزالي 100 - كتاب النكت العيون 101 - قانون الرسول 102 - إرشاد العباد 103 - أنوار حكمت 104 - الجواهر والأنوار ومعدن الحكم والأسرار | 105 - مسائل في أحوال النفس 106 - كتاب فيه خواص القرآن وفواتح من السور 107 - فتوح القرآن 108 - خواص الآية الم الله لا إله إلا هو الحي القيوم 109 - السر المصون المستنبط من القرآن المكنون 110 - حل الرموز في مفاتيح الكنوز 111 - الخاتم | 112 - رسالة لأبي حامد الغزالي في الأحرف الكريمة 113 - رسالة في تنزيل الوفق المثلث 114 - رسالة... 115 - دعاء 116 - دعاء آخر 117 - كتاب التحبير في علم التعبير 118 - مقالة الفوز 119 - المضنون به على العامة | 120 - قصائد جنب غاية ونهاية 121 - أشعار للغزالي 122 - القصيدة المنفرجة 123 - تفسير سورة يوسف وقصة يوسف عليه السلام 124 - كتاب في أصول آداب الطريق 125 - شجرة اليقين 126 - كتاب كشف الأسرار في فضائل الأعمال 127 - البراهين التوحيدية |

### أقسام من كتب الغزالي أفردت كتبا مستقلة
من 128 - 224: أقسام من كتب الغزالي أفردت كتبا مستقلة، وكتب وردت بعناوين مغايرة. (بدوي ص 303 - 352):
| 128 - رسالة إلى ملكشاه في العقائد 129 - مجلة الفهم في أصل العلوم 130 - الفرق بين الصالح وغير الصالح 131 - كتاب قواعد العقائد 132 - العقيدة 133 - الرسالة القدسية المسماة بقواعد العقائد 134 - كتاب أسرار الصلاة 135 - كتاب الصوم 136 - كتاب أسرار الحج 137 - كتاب آداب الكسب والمعاش 138 - كتاب آفات اللسان 139 - النية والإخلاص 140 - الفقر والزهد 141 - كتاب الفكر 142 - شذرات مختلفة من الإحياء 143 - العقيدة القدسية 144 - مغاليط المغرورين 145 - رسالة الوعظ والاعتقاد 146 - الأصول الأربعين 147 - العمدة 148 - كاشف الأنوار ومصفاة الأسرار 149 - أسرار الأنوار الإلهية بالآيات المتلوة 150 - كتاب خلاصة التصانيف في التصوف 151 - عمدة المحققين وبرهان اليقين 152 - المرشد | 153 - في خلق الإنسان 154 - غرائب الأول في عجائب الدول 155 - مواعظ 156 - البدور في أخبار البعث والنشور 157 - الأجوبة الغزالية في المسائل الأخروية 158 - الأجوبة 159 - تفسير السورة الثامنة والثلاثين 160 - الامتثال لمشيئة الله تعالى والعصيان لها 161 - كتاب ميزان الأمل 162 - كتاب الحكمة 163 - المعراج 164 - كتب الدعوات 165 - مقالات 166 - الإملاء على مشكل الإحياء 167 - أيها الولد [مخطوط لاتيني] 168 - أيها الولد [مخطوط لاتيني] 169 - كتاب مفصح الأحوال 170 - الملل والنحل أو المنقذ من الضلال 171 - منجول 172 - رسالة في أصناف المغرورين 173 - السر المكنون 174 - كتاب الحصن الحصين 175 - رسالة في «لا إله إلا الله» حصنى 176 - شرح الصدر | 177 - كتاب القياس (بالعبرية) 178 - قطعة من «كتاب الأربعين» 179 - رسالة في أصول الدين 180 - شرح قطعة من طتاب الجواهر 181 - العقبة الثانية من مناهج العبادين 182 - رسالة تحقيق رؤية الله تعالى في المنام ورؤية النبي صلعم 183 - نبذة عظيمة في الكلام على كلام الله 184 - رد أبي حنيفة 185 - كتاب العقبات 186 - رسالة في اسم الله الأعظم 187 - الجواهر والدرر 188 - رسالة في حقائق العلوم لأهل الفهوم 189 - رسالة في الحدود 190 - كتاب الحدود 191 - المنهج الأعلى 192 - ذكر العالمين 193 - تعليقة الأصول 194 - المأخذ 195 - قانون التأويل 196 - الغاية القصوى 197 - كتاب الجداول المرقومة 198 - سراج العالمين وكشف ما في الدارين 199 - رسالة الطير (في الرد) على من طغى | 200 - فضائح الإمامية 201 - رسالة في المنطق 202 - ميزان العلم 203 - الإشارة المعنوية 204 - المبادي والغايات في أسرار الحروف المكنونات 205 - كتاب مقصد الخلاف 206 - كتاب في علم أعداد الوفق وحدوده 207 - بيان فضائح الإباحية 208 - السر المصون والجوهر المكنون 209 - أسرار المعملات 210 - مسلم السلاطين 211 - كتاب البسيط؟ 212 - المقصد الأسنى 213 - منتخب جامع الكبير 214 - رسالة في الفرق بين النطق والكلام 215 - سير الملوك 216 - شرح صلاة أبي حامد محمد بن محمد الغزالي 217 - رسالة بغير عنوان 218 - رسالة في علامات الأنس بالله تعالى 219 - شرح دائرة علي بن أبي طالب المسماة بجنة الأسماء 220 - كتاب العيون 221 - كلمات منثورة 222 - الأوراد والأذكار 223 - كتاب مفصل الخلاف 224 - كتاب التأويل وكتاب الإجماع |

### كتب منحولة
من 225 - 273: كتب منحولة. (بدوي ص 353 - 388):
| 225 - منهاج القاصدين 226 - التجريد 227 - شفاء الغليل فيما وقع في التوراة والإنجيل 228 - كتاب التجريد في كلمة التوحيد 229 - كتاب الاعتماد في الاعتقاد 230 - أنيس الجليس 231 - الرسالة المرشدية في علم العقائد الدينية 232 - مداخل السلوك إلى منازل الملوك 233 - الدر المنظوم وخلاصة السر المكتوم (هو كتاب لعلي بن محمّد بن قصيبة الملقب أيضا بالغزالي) 234 - الرحمة في علم الطب والحكمة 235 - كلمات در تقرير مقامات (بالفارسية) 236 - نور الشمعة في بيان ظهر الجمعة | 237 - بوارق الإلماع والرد على من يحرم السماع بالإجماع 238 - الحقائق في الدر الفائق 239 - مكاشفة القلوب المقرب إلى حضرة علام الغيوب 240 - شرح الإرشاد 241 - نزهة السالكين 242 - سر الأسرار في كشف الأنوار 243 - منازل السائرين 244 - قصيدة في الزايرجه 245 - قصيدة قل لإخوان 246 - مرآة الأرواح 247 - مرشد السالكين 248 - يواقيت العلوم (بالفارسية) | 249 - الذخيرة في علم البصيرة 250 - السنن 251 - صلاة الجمعة 252 - مسالك النظر في مسالك البشر 253 - سوانح العشاق 254 - الزهد الفائح في وصف من تنزه عن الذنوب والقبائح 255 - القصيدة المنفرجة، أوالفرج بعد الشدة 256 - شرح جنة الأسماء 257 - مشكاة الأنوار في لطائف الأخبار 258 - مشكاة الأنوار في لطائف الأخبار 259 - الذريعة إلى مكارم الشريعة 260 - المجالس الغزالية | 261 - أسرار العارفين 262 - دقائق الأخبار في ذكر الجنة والنار 263 - البهجة السنية في شرح الدعوة الجلجوتية 264 - كتاب التوحيد وإثبات الصفات 265 - منهاج الرشاد 266 - معتاد العلم 267 - المنادى والصامات 268 - السر المكتوم في أسرار النجوم 269 - كتاب تحسين الظنون 270 - قصيدة منسوبة للإمام الغزالي في خواص الخاتم المثلث المشهور 271 - فايدة... في سر فاتحة الكتاب 272 - محل النظر 273 - تنزيه القرآن عن المطاعن |

### كتب مجهولة الهوية
من 274 - 380: كتب مجولة الهوية. (بدوي ص 389 - 426):
| 274 - الانتصار على الإمام الزناتي 275 - الانتصار لما وقع في «الإحياء» من الأسرار 276 - كتاب إثبات النظر 277 - الأنيس في الوحدة 278 - كتاب الأمالي 279 - إشراق المأخذ 280 - تحصيل الأدلة أو تحصين الأدلة 281 - المكنون في الأصول 282 - مدارج الأنس 283 - أسرار أتباع السنة 284 - بيان القولين للشافعي 285 - حقيقة الروح 286 - كتاب الأجوبة 287 - عقيدة المصباح 288 - عجائب صنع الله 289 - معيار النظر 290 - عنوان 291 - غرر الدرر في المواعظ 292 - بدائع صنيع الله 293 - الفكرة والعبرة 294 - مصطفيات الأسرار 295 - كنز العدة 296 - المعتقد 297 - المسائل البغدادية 298 - القول الجميل في الرد على من غيرّ الإنجيل 299 - أسرار الحروف والكلمات 300 - المصالح والمفاسد | 301 - منشأ الرسالة في أحكام أهل الزيغ والضلالة 302 - مراقي الزلفي 303 - الموجز في الفلك 304 - حقوق أخوة الإسلام 305 - الجوابات المرقومة 306 - مرشد الطالبين 307 - الرسالة المسترشدية 308 - الصراط المستقيم 309 - القربة إلى الله تعالى 310 - كتاب الغاية القصوى 311 - أخلاق الأبرار والنجاة من الأشرار 312 - كتاب تنبيه الغافلين 313 - في شرائط الفكر 314 - كتاب السلسبيل 315 - كتاب عين الحياة 316 - كتاب السبيل لأبناء السبيل 317 - كتاب نسيم التسنيم 318 - كتاب مغايب المذاهب 319 - كتاب نجاة الأبرار 320 - سر الهدى والأمد الأقصى إلى سدرة المنتهى 321 - كنوز الجواهر 322 - مرصاد العباد 323 - المقصد الأسنى شرح خواص الأسماء الحسنى 324 - فليمون في الفروسية 325 - مكتوبات إمام غزالي 326 - إيضاح التعريف في فضل العلم الشريف | 327 - أرواح الأشباح 328 - تقسيم الأوقات والأوراد 329 - رسالة العشق 330 - رسالة في النسخ 331 - رسالة في الثبات على الصراط 332 - رسالة الجبر المتوسط 333 - رسالة التوحيد 334 - رسالة في معنى الرياضة 335 - رسالة آداب الصلاة 336 - رسالة الذكر 337 - رسالة في فضل القرآن وتلاوته 338 - رسالة في حقيقة الدنيا 339 - رسالة في آفات المال وفوائده 340 - الرسالة الغزالية في اللغة 341 - رسالة في قوله صلعم أفضل المؤمنين إيماناً أحسنهم خلقا 342 - الغاية القصوى في دراية الفتوى 343 - عين العلم 344 - عدة العباد ليوم العباد 345 - غاية العلوم وأسرارها 346 - فضائل الأنام (بالفارسية) 347 - الفتوح الرباني في نفخ الروح الإنساني 348 - فرزندنامه (بالفارسية) 349 - الفوائد المتفرقة 350 - ما لابد منه في الطهارة والصلاة والصوم 351 - كتاب العلق 352 - كتاب العلم | 353 - الكافي في العقد الصافي 354 - ميزان العقائد 355 - المكاتبات 356 - مناهج العارفين 357 - منهاج المتعلم 358 - نهاية الإقدام 359 - نعمة الفقير 360 - الوظائف في بيان العلوم واللطائف 361 - الوسائل 362 - هشت فائدة أز حاتم أصم 363 - المبسوط 364 - كتاب الفردوس 365 - كتاب الوسائل إلى علم الوسائل 366 - كتاب المبين عن دقائق علوم الدين 367 - كتاب المفردات 368 - كتاب خصائص المقربين 369 - نهاية الوصول في مسائل الأصول 370 - كتاب إفحام أهل البدع 371 - خزائن الدين في أسرار العالمين 372 - مراسيم الإسلام 373 - مسائل الخلاف 374 - كتاب النصوح في المواعظ 375 - كتاب نصائح السلاطين 376 - كتاب حلى الأولياء 377 - وسائل الحاجات 378 - كتاب منطق الطير 379 - متاب الاختصار 380 - كتب أوردها البغدادي في «هدية العارفين» |

### مخطوطات موجودة ومنسوبة إلى الغزالي
من 381 - 457: مخطوطات موجودة ومنسوبة إلى الغزالي (بدوي ص 427 - 468):
| 381 - ينابيع الحكمة (بالفارسية) 382 - كنز الأخبار (بالفارسية) 383 - توبة الأنبياء [از بجر الأسرار] 384 - قصص بحر الأسرار 385 - مسائل سئل عنها الغزالي 386 - بحر العلوم المنظم في مذهب الإمام الأعظم 387 - ذكر الموت 388 - الفرائض الوسيطة 389 - فوائد وأدوية 390 - الفكر في كيفية خلق الله 391 - غاية الإمكان 392 - الحكمة المشرقية 393 - حظيرة القدس 394 - الكشف اليقين 395 - معرفة عنوان النفس 396 - موعظة المريد 397 - الكوكب المتلالي بشرح قصيدة الغزالي 398 - مواعظ 399 - مصباح العقيدة | 400 - نصائح الغزالي 401 - رسالة في السلوك 402 - رسالة العنقاء 403 - رسالة در بيان اعتقاد سنة جماعة 404 - رسالة في مبنى الإسلام 405 - رسالة في الصنعة 406 - آداب الصحبة والمعاشرة مع الخالق والمخلوق 407 - مواهم الباطنية = قواصم الباطنية 408 - أصناف المغرورين 409 - منتخب المرصاد وسلوك العباد 410 - بيان أسرار الطالبين 411 - الكبريت الأحمر والكنز الأفخر 412 - كتاب شرف الأعمال 413 - برهان العقائد السنية ونهاية المقاصد الهنية 414 - سلوة العارفين 415 - كتاب الفصول 416 - المسترشدي 417 - كتاب في قتل المسلم بالذمي 418 - الغرة في آداب الصحبة والمعاشرة مع الحق والخلق | 419 - الدراية لطريق الهداية 420 - رسالة في أسرار الربوبية 421 - سلوك طريق الآخرة 422 - رسالة في معرفة النفس ومعرفة الله ومعرفة الدنيا ومعرفة الآخرة 423 - مسائل مجموعة 424 - روضة الطالبين وعمدة السالكين 425 - رسالة في تحقيق بيان معنى الروح 426 - الأوفاق للإمام الغزالي 427 - وقاية السالك من الآفات والمهالك 428 - الجواهر الفاخرة 429 - رسالة في النصيحة والوعظ 430 - حصن المأخذ 431 - رسالة تتعلق بالقضاء والقدر 432 - موقظ النائم في الموعظة 433 - القصيدة الهائية 434 - القصيدة التائية 435 - رسالة الروح 436 - المنيرة في العقائد 437 - رسالة في الكيمياء 438 - شرعة الإسلام | 439 - الأسئلة والأجوبة 440 - الرسالة الروحية 441 - الحديث الأربعين 442 - رسالة عينية 443 - سوانح في العشق والعاشق والمعشوق (فارسي) 444 - فصل فيه ذكر دعوة حرف الهاء 445 - (بغير عنوان) 446 - رسالة في تعريف الزندقة 447 - رسالة إلى تلميذ له - بالفارسية 448 - مسائل أجاب عنها حجة الإسلام 449 - رسالة ما لابد منه 450 - كتاب العلم والعمل 451 - آداب الشريعة 452 - برهان العلوم 453 - جامع الفوائد في النكت والفوائد 454 - الرسالة الهكارية 455 - كتاب في الوعظ والإرشاد 456 - رسالة في حديث عن سيد البشر 457 - الرد على الإباحية (فارسي) |

## صليبا وعيّاد
هذه قائمة أعدها الباحثان جميل صليبا وكامل عيّاد، جائت في مقدمتهما لكتاب «المنقذ من الضلال»، وهي قائمة بمؤلفات الغزالي ضمت 228 كتاباً ورسالة، ما بين مطبوع ومخطوط ومفقود. ثم ذكروا 6 كتب قالوا انها نُسبت خطأً للغزالي.
ويجب التنبيه بأن هذه القائمة ظهرت في طبعة «المنقذ» من سنة 1967 م، ولذا فإن عددا من الكتب في قسم الكتب «المخطوطة» أو «المفقودة» قد تكون طبعت أو وجدت منذ تلك الفترة.

### المطبوعة

#### التصوف
1 - آداب الصوفية
2 - الأدب في الدين
3 - الأربعين في أصول الدين
4 - الإملاء على إشكال الإحياء
5 - إحياء علوم الدين
6 - أيها الولد
7 - بداية الهداية وتهذيب النفوس بالآداب الشرعية
8 - جواهر القرآن ودرره
9 - الحكمة في مخلوقات الله
10 - خلاصة التصانيف
11 - الدرة الفاخرة في كشف علوم الآخرة
12 - الرسالة اللدنية
13 - الرسالة الوعظية
14 - فاتحة العلوم
15 - القواعد العشر
16 - الكشف والتبين في غرور الخلق أجمعين
17 - المرشد الأمين إلى موعظة المؤمنين (من إحياء علوم الدين)
18 - مشكاة الأنوار
19 - مكاشفة القلوب المقرب لبى حضرة علام الغيوب
20 - منهاج العابدين إلى الجنة
21 - ميزان العمل
22 - ميزان العمل

#### العقائد
23 - الأجوبة الغزالية في المسائل الاخروية
24 - الاقتصاد في الاعتقاد
25 - إلجام العوام عن علم الكلام
26 - الرسالة القدسية في قواعد العقائد
27 - عقيدة أهل السنة
28 - فضائح الباطنية وفضائل المستظهرية
29 - فيصل التفرقة بين الإسلام والزندقة
30 - القسطاس المستقيم
31 - كيمياء السعادة
32 - المضنون به على غير أهله
33 - المقصد الأسنى في شرح أسماء الله الحسنى
34 - قواعد العقائد

#### الفقه والاصول
35 - أسرار الحج
36 - المستصفي في علم الأصول
37 - الوجيز في الفروع

#### الفلسفة والمنطق
38 - تهافت الفلاسفة
39 -رسالة الطير
40 - محك النظر في المنطق
41 - مشكاة الانوار
42 - معارج القدس في مدارج معرفة النفس
43 - معيار العلم في المنطق
44 - مقاصد الفلاسفة
45 - المنقذ من الضلال

### المخطوطات

#### التصوف
46 - جامع الحقائق بتجربة العلائق
47 - زهد الفاتح
48 - مدخل السلوك إلى منازل الملوك
49 - معراج السالكين
50 - نور الشمعة في بيان ظهر الجمعة

#### الفقه والاصول
51 - البسيط في الفروع على نهاية المطلب لإمام الحرمين
52 - غاية الغور في مسائل الدور
53 - المنخول في الأصول
54 - الوسيط المحيط باقطار البسيط

#### الفلسفة
55 - حقائق العلوم لأهل الفهوم
56 - المعارف العقلية والحكمة الالهية
57 - فضائل القرآن

### المفقودة

#### أ
58 - آداب الكسب والمعاش
59 - الاحوبة المسكنة عن الأسئلة المبهتة
60 -أخلاق الأبرار والنجاة من الأشرار
61 - إرشاد العباد
62 - أرواح الأشباح
63 - أساس القياس
64 - الأسئلة والأجوبة
65 - أسرار الأنوار الالهية في الآيات المتلوة القرآنية
66 - أسرار اتباع السنة
67 - أسرار حروف الكلمات
68 - أسرار المعاملات
69 - الإشارة المعنوية إلى الأسرار الحرفية
70 - إشراق المأخذ
71 - الامتثال لمشيئة الله تعالى والعصيان لها
72 - الانتصار على الإمام الزناتي
73 - الانتصار لما في الأجناس من الاسرار
74 - الأنيس في الوحيدة
75 - إيضاح التعريف في فضل العلم الشريف

#### ب
76 - بدائع الصنيع
77 - البدور في اخبار البعث والنشور
78 - بيان القولين للشافعي

#### ت
79 - التأويلات
80 - التجريد في التوحيد
81 - تحصين المآخذ
82 - تحصين الأدلة
83 - تحفة الملوك
84 - تدليس إبليس
85 - تعليقة في الفروع
86 - تفسير الآية التاسعة والعشرين من سورة يونس
87 - تفسير القرآن
88 - تقسيم الاوقات والادوار
89 - تنبيه الغافلين
90 - التوحيد وإثبات الصفات

#### ج
91 - الجدول المرقوم بالدرج
92 - جنة الأسماء
93 - الجوابات المرقومة
94 - الجواهر والدرر في التصوف

#### ح
95 - حجة الحق
96 - الحدود
97 - الحصن والحصين
98 - حصن المأخذ
99 - الحقائق في الدار الفائق
100 - حقوق أخوة الإسلام
101 - حقيقة الروح
102 - حقيقة القولين
103 - حل الرموز

#### خ
104 - الخاتم في الطلاسم
105 - الخلاصة في الفقه
106 - خلاصة الرسائل إلى علم المسائل
107 - خواص الحروف
108 - خواص القرآن

#### د
109 - الدرج المرقوم بالجداول
110 - الدر المنظوم في السر المكتوم
111 - دقائق الاخبار

#### ذ
112 - ذكر العالمين
113 - الذهب الإبريز في خواص الكتاب العزيز

#### ر
114 - الرد الجميل على من غير الإنجيل
115 - الرد على من طغى
116 - رسالة آداب الصلاة
117 - رسالة الاقطاب
118 - رسالة التوحيد
119 - رسالة الجبر المتوسط
120 - رسالة التذكير
121 - رسالة العشق
122 - الرسالة الغزالية في اللغة
123 - رسالة في فتوح القرآن
124 - رسالة في آفات المال وفوائده
125 - رسالة في الأحرف
126 - رسالة في الثبات على الصراط
127 - رسالة في الحدود
128 - رسالة في حقيقة الدنيا
129 - في حماقة أهل الإباحة
130 - رسالة في رجوع أسماء الله تعالى إلى ذات واحدة على رأي الفلاسفة والمعتزلة
131 -رسالة في الفرق بين النطق والكلام
132 - رسالة في فضل القرآن وتلاوته
133 - رسالة في قوله ص أفضل المؤمنين إيمانا أحسنهم خلقا
134 - رسالة في معرفة الله تعالى
135 - رسالة فيما يجب على كل مسلم
136 - رسالة في معنى الرياضة
137 - رسالة في الموت

#### ز
138 - زاد الآخرة
139 - الزهد الفاتح

#### س
140 - سير الملوك (فارسي)
141 - السر المصون في العلم المكنون

#### ش
142 - شجرة اليقين
143 - شرح الإرشاد
144 - شرح الصدر
145 - شرح نخبة الأسماء
146 - شفاء الغليل في بيان مسائل التعليم
147 - شفاء العليل فيما وقع في التوارة والإنجيل من التحريف والتبديل

#### ع
148 - كتاب العلق
149 - العلم
150 - عجائب صنع الله
151 - عدة العباد ليوم المعاد
152 - العقيدة (المعروفة بعقيدة الغزالي)
153 - عقيدة الصباح
154 - عنقود المختصر
155 - العنوان
156 - عين العلم

#### غ
157 - غاية العلوم وأسرارها
158 - الغاية القصوى في فروع الشافعية
159 - غاية الوصول في علم الأصول
160 - الغاية والنهاية
161 - الغور في الدور

#### ف
162 - الفتاوى مشتملة على 190 مسألة غير مرتبة
163 - الفتوح الرباني في نفخ الروح الإنساني
164 - فرزندنامه (فارسي)
165 - الفرق بين الصالح وغير الصالح
166 - فضائح الاباحية
167 - فضائل القرآن
168 - فضائل الأنام (فارسي)
169 - الفكرة والعبرة
170 - الفكرة والزهد
171 - الفوائد المتفرقة
172 - فواتح السور
173 - الفوز في الكيمياء

#### ق
174 - قانون الرسول
175 - القانون الكلي
176 - القربة إلى الله عز وجل
177 - القول الجميل في الرد على من غير الإنجيل

#### ك
178 - الكافي في العقد الصافي
179 - كشف الاسرار في فضائل الأعمال
180 - كلمات تقرير على المقامات (فارسي)
181 - كنز العدة
182 - كنز القوم والسر المكتوم

#### ل
183 - اللباب في التصوف

#### م
184 - المأخذ في الخلاف بين الحنفية
185 - ما لا بد منه (في الطهارة وصلاة والصوم)
186 - المبادئ والغايات في أسرار الحروف
187 - المبادئ والغايات في المسلم بالذمي
188 - مذهب أهل السلف
189 - مراقي الزلفى
190 - مرشد الطالبين
191 - المسائل البغدادية
192 - مسلم السلاطين
193 - المصالح والمفاسد
194 - المصباح في العقائد
195 - مصطفيات الانوار
196 - معتاد العلم
197 - المعتقد
198 - المعراج
199 - معيار النظر
200 - مغاليط المغرورين
201 - مفصل الخلاف
202 - المقاصد
203 - مقامات العلماء بين يدي الخلفاء والامراء
204 - مقصد الخلاف في علم الكلام
205 - المكاتبات
206 - المكنونات
207 - المكنون في الأصول
208 - المنادي والصامت
209 - المنازل السائرة
210 - مناهج العارفين
211 - المتحل في علم الجدل
212 - منشأ الرسالة في أحكام الزيغ والضلالة
213 - منهاج الرشاد
214 - منهاج الأعلى
215 - منهاج المتعلم
216 - المنهج الأعلى
217 - المواعظ في الأحاديث القدسية
218 - مواهم الباطينة

#### ن
219 - نصائح الملوك (فارسي)
220 - نصيحة الملوك
221 - نعمة الفقير
222 - نهاية الاقدام في الفقه
223 - النية والإخلاص

#### و
224 - الوسائل في الفروع
225 - الوظائف في بيان العلوم

#### هـ
226 - هشت فائدة از حاتم أصم (فارسي)

#### ي
227 - ياقوت التأويل في تفسير التنزيل
228 - يواقيت العلوم (فارسي)

### المنحولة
1 - التبر المسبوك في حكايات وحكم ونصائح الملوك
2 - تحسين الظنون
3 - سر العالمين وكشف ما في الدارين
4 - السر المكتوم في أسرار النجوم
5 - المضنون به على غير أهله
6 - كتب النفخ والتسوية

## الهامش
1. 1 2  السود، نزار عيون. "الغزالي (أبو حامد ـ)". الموسوعة العربية. هئية الموسوعة العربية سورية- دمشق. مؤرشف من الأصل في 14 أغسطس 2016. اطلع عليه بتاريخ آذار 2013 م. {{استشهاد ويب}}: تحقق من التاريخ في: |تاريخ الوصول= (مساعدة)
2. ↑  الغزالي، حجة الإسلام أبي حامد (1967 م). المنقذ من الضلال (ط. السابعة). حققة وقدم له جميل صليبا وكامل عياد - بيروت: دار الأندلس. ص. 38–50. {{استشهاد بكتاب}}: تحقق من التاريخ في: |تاريخ= (مساعدة)